# Seleucja nad Tygrysem

Plan Seleucji i Ktezyfonu z zaznaczoną zmiennością koryta Tygrysu

Seleucja (Seleukia, Seleukeja) nad Tygrysem – starożytne miasto, założone przez Seleukosa I Nikatora ok. 312-310 p.n.e. w miejscu niewielkiej osady nieopodal Babilonu i zaludnione w znacznej części jego kosztem, miało pełnić funkcję stolicy państwa Seleukosa. Obecnie stanowisko archeologiczne Tall Umar w Iraku.

## Charakter zabudowy
Seleucję zbudowano według wymogów stawianych ówczesnym miastom, tj. na planie szachownicy, gdzie ulice krzyżowały się pod kątem prostym, wydzielając duże powierzchnie pod zabudowę. Ponadto wzdłuż głównej osi miasta przekopany był kanał

## Rozkwit miasta
Wzmocnienie władzy Seleukosa w Syrii po bitwie pod Ipsos, a także założenie Antiochii nad Orontesem w 300 r. p.n.e. sprawiło, że to właśnie ona stała się nową siedzibą królewską. Mimo to Seleucja nie podupadła, lecz nadal prężnie się rozwijała przez cały okres istnienia państwa Seleucydów; prosperowała nawet i później w okresie partyjskim. Wynikało to m.in. z przesunięcia niektórych szlaków handlowych po założeniu przez Seleucydów nowych miast na Wschodzie – ze szczególną korzyścią dla Seleucji nad Tygrysem, która przy doskonałej lokalizacji koncentrowała lądowy handel karawanowy.
Jednym z ważniejszych szlaków handlu był wiodący (poświadczony przez różne źródła greckie, jak również chińskie) z Pataliputry (dzis. Patna) przez Taksilę, Aleksandrię Kaukaską (dzis. Bagram), Baktrę (dzis. Balch), Hekatompylos i Ekbatanę do Seleucji nad Tygrysem. Stamtąd szlak prowadził dalej na zachód, rozwidlając się na dwie zasadnicze odnogi: bezpośrednio do Antiochii w górę Eufratu lub też bardziej na północny wschód przez Nisibis do Edessy, a z Edessy (ponownie rozwidlał się) do Antiochii lub do Damaszku i Tyru.
W epoce największego rozkwitu, w okresie seleukidzkim i partyjskim, według Pliniusza Starszego Seleucja liczyła ok. 600 000 mieszkańców (liczba zapewne przesadzona), zajmując tym samym trzecie miejsce wśród metropolii świata antycznego (po Rzymie i Aleksandrii). Zorganizowana była na wzór greckiego polis z radą trzystu (bule)) i epistatesem (zarządcą z ramienia władcy).
W połowie II w. p.n.e. zdobyta została przez władcę partyjskiego Mitrydatesa I i do czasu wybudowania Ktezyfonu pełniła funkcję stolicy państwa Partów. Zachowała jednak autonomię i hellenistyczny charakter.

## Upadek
Nasilenie wojen Rzymu z Partią w II w. n.e. położyło kres świetności miasta położonego w bezpośrednim sąsiedztwie stolicy państwa partyjskiego – Ktezyfonu. Podczas każdej wojny Seleucję niszczono i plądrowano: najpierw w 116, podczas wyprawy cesarza rzymskiego Trajana na Partię; następnie w 165 została zdobyta i niemal całkowicie zniszczona przez wojska rzymskie pod dowództwem Awidiusza Kasjusza, ale w następnym (166) działała tam mennica, co świadczyłoby o funkcjonowaniu miasta i jego znaczeniu. Kolejny raz wojska rzymskie zdobyły i zniszczyły Seleucję w 198 w trakcie wojny z Partami (197-199) prowadzonej przez cesarza Septymiusza Sewera.
Po tych spustoszeniach miasto traciło na znaczeniu i stopniowo popadało w ruinę, z której już się nie podniosło.